# Coleophora stuposa
Coleophora stuposa é uma espécie de mariposa do gênero Coleophora pertencente à família Coleophoridae.